# Lambhuk
Lambhuk is een bestuurslaag in het regentschap Banda Aceh van de provincie Atjeh, Indonesië. Lambhuk telt 4990 inwoners (volkstelling 2010).